# Tomonobu Shimizu
Tomonobu Shimizu (jap. 清水 智信, Shimizu Tomonobu; * 28. Juni 1981 in Fukui) ist ein japanischer Politiker und ehemaliger Boxer im Superfliegengewicht.

## Sportkarriere
2004 begann er nach einer Amateurbilanz von 68-10 seine Profikarriere. Am 31. August 2011 boxte er gegen Hugo Fidel Cázares um den Weltmeistertitel des Verbandes WBA und siegte durch geteilte Punktrichterentscheidung. Diesen Titel verlor er bereits in seiner ersten Titelverteidigung im April des darauffolgenden Jahres an Tepparith Kokietgym durch Knockout.
Nach dieser Niederlage beendete er seine Karriere, bei der 19 Siegen vier verlorene Kämpfe gegenüberstehen.
2012 beendete er seine Sportkarriere.

## Politik
Im April 2015 kandidierte er als Unabhängiger im Wahlkreis Fukui für Präfekturparlament an in das er erfolgreich gewählt wurde.